# Сельское поселение Красносельское (Кабардино-Балкария)
Се́льское поселе́ние Красносе́льское — муниципальное образование в Прохладненском районе Кабардино-Балкарской Республики.
Административный центр — село Красносельское.

## География
Муниципальное образование расположено в северной части Прохладненского района. В состав сельского поселения входят 4 населённых пункта.
Общая площадь территории составляет — 72,41 км2. Из них 83,5 % (60,50 км2) приходятся на сельскохозяйственные угодья.
Граничит с землями муниципальных образований: Ульяновское на юго-востоке, Пролетарское на юге, Янтарное на юго-западе, Заречное на западе, а также с землями Кировского района Ставропольского края на севере.
Сельское поселение расположено на наклонной Кабардинской равнине, в равнинной зоне республики. Средние высоты на его территории составляют 230 метров над уровнем моря. Рельеф местности представляет собой слабо-волнистую равнину, постепенно понижающаяся с юго-запада на северо-восток с 280 до 180 метров над уровнем моря.
Территорию сельского поселения с запада на восток пересекает оросительный канал Правобережный, с юго-востока на северо-запад — магистральный нефтепровод «Малгобек—Тихорецк», параллельно которому проложены газопроводы «Новопсков—Аксай—Моздок», «Моздок—Невинномысск», «Ставрополь—Грозный». Западнее села Красносельского к указанным газопроводам подключён газопровод-отвод на село Пролетарское, город Прохладный, станицу Котляревскую и город Терек. В 2003 году было принято решение о строительстве параллельно нему газопровода-отвода на Нальчик (также на землях сельского поселения Красносельское).
Гидрографическая сеть на территории муниципального образования представлены скудно. В основном это Правобережный канал, тянущийся с северо-запада на юго-восток, а также различными водохранилищами. На крайнем северо-западе, протекает река Кура.
Почва на территории сельского поселения представлена легкосуглинистым чернозёмом. Мощность гумусного слоя составляет 45-60 сантиметров.
Климат влажный умеренный. Среднегодовая температура воздуха положительная и составляет около +10,5°С. Среднемесячная температура воздуха в июле достигает +23,0°С, в январе  онасоставляет около -2,5°С. Среднегодовое количество осадков составляет около 500 мм. В конце лета возможны суховеи, дующие со стороны Прикаспийской низменности.

## История
История муниципального образования берёт своё начало в 1929 году. Тогда в обширных Прималкинской и Моздокской степях, расположенной на землях госфонда был организован зерносовхоз «Прохладненский». Весной 1930 года он был переименован в «Балтийский рабочий».
10 февраля 1932 года Наркомзем СССР принял постановление «О реорганизации зерносовхозов Северо-Кавказского края». Союззернотрест края в начале 1932 года провёл разукрупнение самых крупных хозяйств. В числе разукрупнённых был и совхоз «Балтийский рабочий». 2 марта 1932 года из него был выделен зерносовхоз «Прохладненский», который позже был переименован в «Прималкинский». На основе проведённого землеустройства 31 мая 1932 года техническое совещание при Союззернотресте Северо-Кавказского края утвердило границы Зерносовхозовского сельского Совета в целом, а также размещение усадеб как центральной, так и отделений.
В июле 1962 года решением исполкома Зерносовхозовского сельского Совета депутатов трудящихся, отделения совхоза были преобразованы в посёлки и им присвоены названия: первому — Степной, второму — Граничный, третьему — Придорожный и центральной усадьбе — Красносельский.
В 1992 году Зерносовхозовский сельсовет был реорганизован и переименован в Красносельскую сельскую администрацию, с включением в её состав Заречного сельсовета.
В 1997 году из территории администрации были выделены Заречная сельская администрация (в составе населённых пунктов Заречное и Прогресс) и Ульяновская сельская администрация (в составе населённых пунктов Гвардейское, Ульяновское и Виноградное).
Муниципальное образование Красносельское наделено статусом сельского поселения Законом Кабардино-Балкарской Республики от 27.02.2005 №13-РЗ «О статусе и границах муниципальных образований в Кабардино-Балкарской Республике».

## Население
| 2002  | 2010  | 2012  | 2013  | 2014  | 2015  | 2016  |
| ----- | ----- | ----- | ----- | ----- | ----- | ----- |
| 2351  | ↘2065 | ↘2056 | ↗2133 | ↗2154 | ↗2161 | ↗2167 |
| 2017  | 2018  | 2019  | 2020  | 2021  | 2023  | 2024  |
| ↗2196 | ↗2203 | ↘2195 | ↗2209 | ↘2172 | ↘2157 | ↘2145 |
| 2025  |       |       |       |       |       |       |
| ↗2150 |       |       |       |       |       |       |

Процент от населения района — 4.26 %.
Плотность — 29.69 чел./км2.

### Национальный состав
По данным Всероссийской переписи населения 2010 года:
| Народ         | Численность, чел. | Доля от всего населения, % |
| ------------- | ----------------- | -------------------------- |
| русские       | 1 267             | 61,4 %                     |
| турки         | 355               | 17,2 %                     |
| балкарцы      | 227               | 11,0 %                     |
| кабардинцы    | 36                | 1,7 %                      |
| армяне        | 33                | 1,6 %                      |
| азербайджанцы | 27                | 1,3 %                      |
| курды         | 26                | 1,3 %                      |
| немцы         | 26                | 1,3 %                      |
| украинцы      | 26                | 1,3 %                      |
| другие        | 42                | 2,0 %                      |
| всего         | 2 065             | 100 %                      |

По данным Всероссийской переписи населения 2021 года:
| Народ               | Численность, чел. | Доля от всего населения, % |
| ------------------- | ----------------- | -------------------------- |
| русские             | 1 157             | 53,27 %                    |
| турки               | 478               | 22,01 %                    |
| балкарцы            | 276               | 12,71 %                    |
| курды               | 86                | 3,96 %                     |
| азербайджанцы       | 46                | 2,12 %                     |
| кабардинцы          | 30                | 1,38 %                     |
| другие / не указано | 99                | 4,55 %                     |
| всего               | 2 172             | 100,0 %                    |

## Состав поселения
| № | Населённый пункт | Тип населённого пункта       | Население | Доля от населения (%) |
| - | ---------------- | ---------------------------- | --------- | --------------------- |
| 1 | Граничное        | село                         | ↘426      | 21,0 %                |
| 2 | Красносельское   | село, административный центр | ↗1380     | 61,5 %                |
| 3 | Придорожное      | село                         | ↗166      | 6,6 %                 |
| 4 | Степное          | село                         | ↘200      | 10,9 %                |

## Местное самоуправление
Администрация сельского поселения Красносельское — село Красносельское, ул. Зелёная, 9.
Структуру органов местного самоуправления сельского поселения составляют:
- Исполнительно-распорядительный орган — Местная администрация сельского поселения Красносельское. Состоит из 6 человек.
  - Глава администрации сельского поселения — Плотников Андрей Александрович.
- Представительный орган — Совет местного самоуправления сельского поселения Красносельское. Состоит из 10 депутатов, избираемых на 10 лет.
  - Председатель Совета местного самоуправления сельского поселения — Плотников Андрей Александрович.

## Экономика
Основную роль в экономики муниципального образования играет сельское хозяйство.
На территории сельского поселения осуществляют свою деятельность одно предприятие регионального значения: ООО АПС «Прималкинский
А также пять предприятий районного значения:
- ЗАОр НП «Прималкинское
- ООО «Эльрос»
- ЗАО «КЭНА»
- ООО «Изаура»
- ОАО «МПМК-1»